# Elizabeth Meriwether
Elizabeth Hughes Meriwether (Miami, 11 ottobre 1981) è una sceneggiatrice e produttrice televisiva statunitense.

## Biografia
Laureatasi alla Università Yale, Elizabeth Meriwether ha avviato la sua carriera sceneggiando le opere teatrali Heddatron (2006), The Mistakes Madeline Made (2006) e Oliver Parker! (2010). Nel 2011 ha sceneggiato e co-prodotto il film Amici, amanti e... con protagonisti Natalie Portman e Ashton Kutcher.
Nello stesso anno la Fox ha promosso la sua serie New Girl, seguita da oltre 10 milioni di spettatori al suo debutto e che è andata avanti per sette stagioni. Negli anni seguenti la ABC ha mandato in onda Single Parents e Bless This Mess, entrambe create da Meriwether.
Il suo lavoro successivo è The Dropout, miniserie incentrata su Elizabeth Holmes con protagonista Amanda Seyfried e uscita nel 2022 su Hulu. Grazie alla miniserie Meriwether ha guadagnato due candidature al Premio Emmy.

## Filmografia

### Produttrice e sceneggiatrice

#### Cinema
- Amici, amanti e... (No Strings Attached), regia di Ivan Reitman (2011)

#### Televisione
- New Girl - serie TV (2011-2018)
- Single Parents - serie TV (2018-2020)
- Bless This Mess - serie TV (2019-2020)
- The Dropout - miniserie TV (2022)

## Riconoscimenti
- Premio Emmy[7]
  - 2022 – Candidatura alla miglior miniserie o film per The Dropout
  - 2022 – Candidatura alla miglior sceneggiatura in una miniserie o film per The Dropout